# US-Heeresgarnison Ansbach

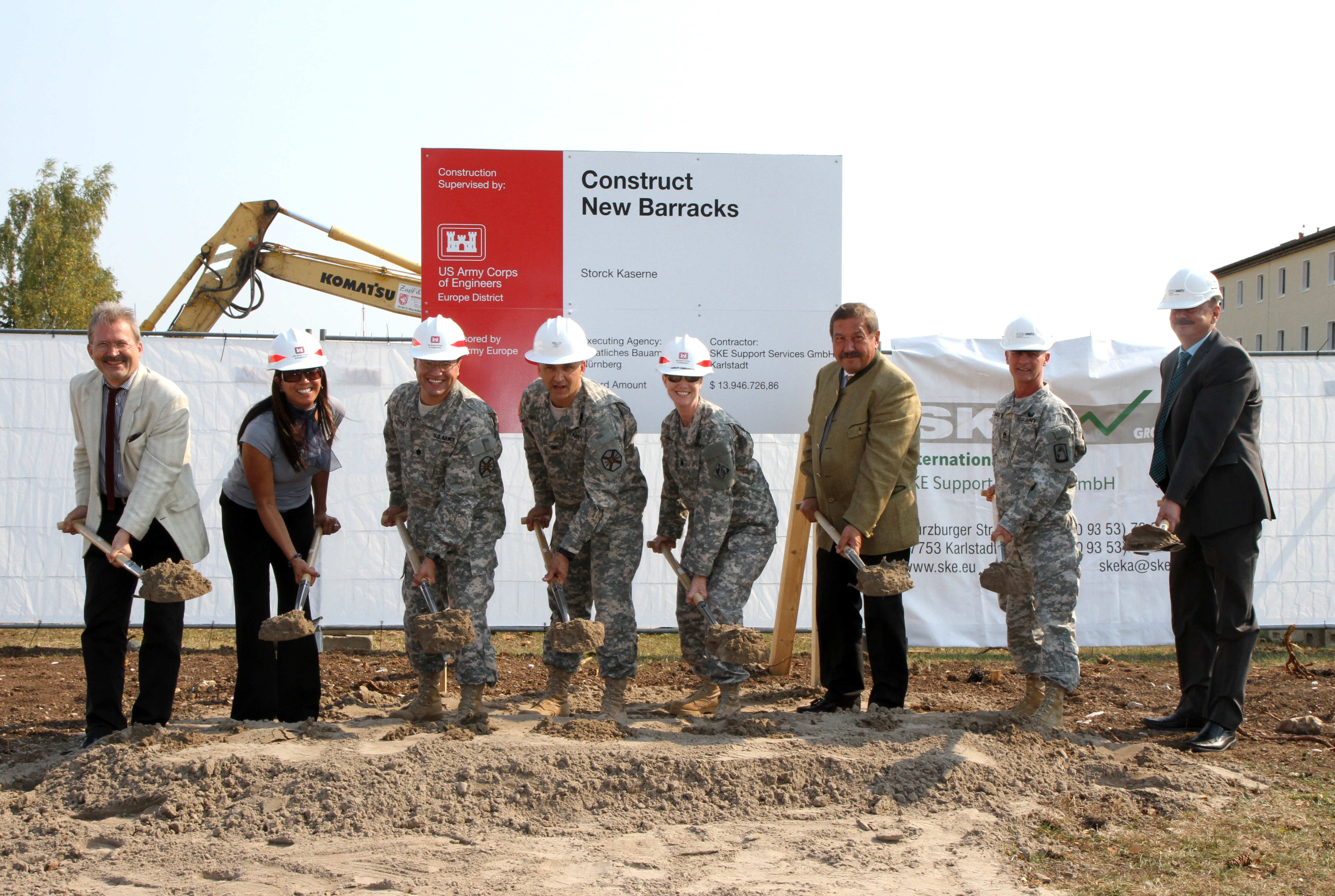
Baustart Erweiterung USAG Ansbach (2012)

Die US-Heeresgarnison Ansbach (englisch United States Army Garrison Ansbach; Abkürzung: USAG Ansbach) ist eine 1947 gegründete Garnison der U.S. Army deren Hauptquartier in Ansbach ist. Sie besteht aus sechs Standorten und neun Kasernen, die auf Ansbach und die benachbarte Gemeinde Illesheim verteilt sind. In der Garnison sind die 12th Combat Aviation Brigade,  das 5th Battalion sowie das 4th Air Defense Artillery Regiment stationiert. USAG Ansbach setzte sich im Jahr 2023 aus mehr als 8.000 Personen  zusammen.

## Standorte und Einrichtungen
Ansbach
- Barton Barracks
- Bleidorn-Kaserne
- Hindenburg-Kaserne
- Shipton-Kaserne
- Bleidorn Family Housing
- Urlas Family Housing Area[2]
- Bismarck Kaserne[3]
- Ansbach Army Heliport[4]
- Franken Kaserne
- Katterbach Kaserne
- Oberdachstetten Training Area[5]

Illesheim
- Storck Barracks
- Illesheim Airfield[6]

## Geschichte
Die Keimzelle der Garnison Ansbach bildete die 1721 von Markgraf Wilhelm Friedrich von Brandenburg-Ansbach geplante und 1724 von seiner Witwe eingeweihte, durch den von Hofbaumeisters Karl Friedrich von Zocha erbaute, Kaserne für die 400 Mann starken markgräflichen „Haus-Trouppen zu Fuss“ des Fürstentums Brandenburg-Ansbach.
1863 übernahm das 2. Bayerische Ulanenregiment „König“ die Kaserne Nach dem Ersten Weltkrieg übernahm das 2. Schwadron des Kavallerie-Regimentes Nr. 24 die Anlagen, die später in Hindenburg-Kaserne umbenannt wurden. Nach Ende des Zweiten Weltkriegs ging die Kaserne, zusammen mit dem 1935 erbaute Wehrmacht Fliegerhorst Ansbach, an die US-Armee  über.
Ende April 1945 wurde der von den abziehenden deutschen Truppen unbrauchbar gemachte Flugplatz von der 3. US-Armee besetzt und nach kurzer Instandsetzung als Airfield R.45 noch kurze Zeit als Einsatzflugfeld von der Ninth Air Force der United States Army Air Forces (USAAF) genutzt. Hier lagen bis Mai 1945 P-47 der 354th Fighter Group.
Nach Abzug der Kampfflugzeuge wurde der Standort zunächst ein Wartungs- und Logistikstandort der USAAF und im Mai 1947 an die United States Army übergeben, die ihn in Katterbach Kaserne umtauften. Nach Ende der Besatzungszeit wurde der ehemalige Fliegerhorst eine NATO-Einrichtung und Stationierungsort der 1st Armored Division (1st AD) der United States Army. Die auf der anderen Seite der Bundesstraße 14 gelegene Bismarck-Kaserne war zwischen 1970 und 1988 Standort der 1-37 Armor, einem Panzerbataillon, das 1988 nach Vilseck verlegt wurde. Anschließend lag hier bis zu seiner Deaktivierung das Bataillon 1-1 Cavalry und danach bis 2006 Teile der 1st Infantry Division Aviation.
Nach einer Umorganisation beherbergte die Basis von 2006 bis 2015 zwei Bataillone der 12th Combat Aviation Brigade (12th CAB), das 3-158th Assault Helicopter Battalion (AHB) und das 5-158th General Support Aviation Battalion (GSAB), die insgesamt über vier Kompanien UH-60 und eine Kompanie CH-47 verfügten.
Am 29. April 2015 gab die United States Army im Zusammenhang mit der Umstrukturierung der 12. Kampfhubschrauberbrigade eine umfangreiche Truppenreduzierung bekannt. Als Ersatz kam eines der zuvor in Illesheim stationierten AH-64 Bataillone nach Ansbach.